# Фибих, Даниил Владимирович
Даниил Владимирович Лучанинов (Фибих) (16 (28) апреля 1899, Коло, Калишская губерния, Польша — 6 июня 1975, Москва) — русский писатель, журналист и прозаик, военный корреспондент.

## Биография
Родился в семье чиновника акцизного управления. Детство и юность провёл в г. Нижнем Ломове Пензенской губернии, учился в 1 Пензенской гимназии. До революции участвовал в социалистических кружках. Работал в первых пензенских советских газетах, в том числе в газете «Известия Пензенского Совета рабочих, крестьянских и солдатских депутатов» (в настоящее время — газета «Пензенская правда»).
В 1921 г. переехал в Москву, стал корреспондентом «Известий». Автор рассказов, очерков и повестей.
Во время Великой Отечественной войны добровольцем ушёл на фронт, работал корреспондентом в армейской газете. Техник-интендант 2 ранга. Награждён медалью «За боевые заслуги» (март 1943).
В июне 1943 года за острые критические высказывания в своём личном дневнике Д. В. Фибих был арестован и осуждён на 10 лет «за антисоветскую агитацию и пропаганду». Он вспоминал, что на фронте его допрашивал сам Мехлис, который в заключение торжественно произнёс: «Предаю вас карающему мечу революции!»
Освободился в 1953, реабилитирован в 1959 году. Скончался Д. В. Фибих в Москве, в июле 1975 года.

## Основные произведения
Романы
- «Угар»
- «Родная земля»
- «Судьба генерала Джона Турчина»

Сборник прозы
- «Апельсиновые гетры»
- «Дикое мясо»
- «Подъем»

Книги
- Фибих Даниил. Угар. Роман в двух частях. Берлин, Петрополис, 1928. 338с.
- Фибих Д. Апельсиновые гетры: Повести и рассказы. — М.: Моск. т-во писателей, 1927. — 206 с.
- Фибих Д. Камни. Рассказы. — М.: Огонёк, 1929. — 44 с.
- Фибих Д. Гон. Пьеса. — М.-Л.: ОГИЗ, 1930. — 40 с.
- Фибих Д. Поворот. Пьеса. — М.-Л.: ЗИФ, 1930. — 56 с.
- Фибих Д. Дикое мясо. Рассказы. — М.: Изд. т-ва писателей [1931] — 208 с.
- Фибих Д. Киноварь на золоте. — М.: Изд. т-ва писателей, 1931. — 64 с.
- Фибих Д. По следам жизни. — М.: Федерация, 1931.— 256 с.
- Судьба генерала Джона Турчина: Роман / Дан. Лучанинов. — Москва : Сов. писатель, 1970. — 390 с., 1 л. портр. : ил.; 21 см.
- Страна гор: Очерки Дагестана: С 17 рис. и карт. Дагреспублики / Даниил Фибих. — Москва ; Ленинград : Гос. изд-во, 1928 (М. : тип. «Красный пролетарий»). — 152 с., вклад. л. карт. : ил.; 20х14 см.
- Семилетняя война: 1756—1763. Даниил Фибих. Воен. изд-во Нар. комиссариата обороны Союза ССР, 1940 — Всего страниц: 66
- Лучанинов Д. День рождения. (Молодёжи о вреде алкоголя). — М.: Медгиз, 1959. — 52 с.
- В снегах Подмосковья: докум. повесть / Д. В. Лучанинов. — М. : Госполитиздат, 1963. — 77 с. : портр. ; 20 см. — (Герои и подвиги). — 80000 экз.
- Двужильная Россия : дневники и воспоминания / Даниил Фибих; [ред.-сост. М. Ю. Дремач]. — Москва : Первое сентября, 2010 (Москва). — 575 с. : ил., факс. ; 22 см. — Указ. имен: с. 569—575. — 500 экз. — ISBN 978-5-8246-0159-6